# Jonny Moser

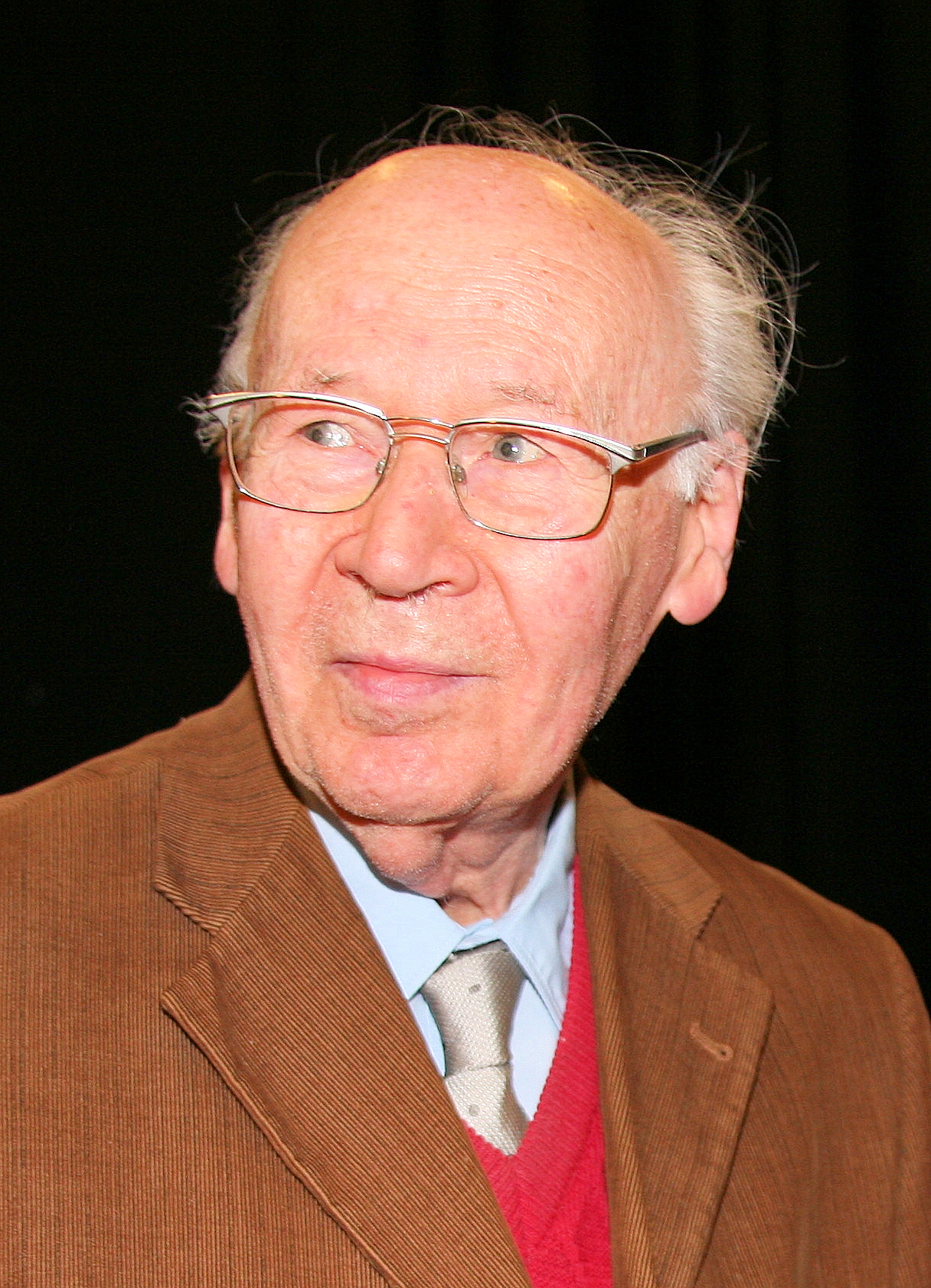
Jonny Moser (2010)

Jonny Moser (* 10. Dezember 1925 in Parndorf; † 23. Juli 2011) war ein österreichischer Historiker und Überlebender des Holocaust.

## Leben
Jonny Moser wurde als Sohn der jüdischen Eltern Josef und Katharina Moser geboren, welche in Parndorf eine Gemischtwarenhandlung besaßen. Im Zuge des Anschlusses von Österreich an Hitler-Deutschland wurde von den Nationalsozialisten die Vertreibung der Juden im Burgenland nach Ungarn betrieben. Für die Familie Moser war das monatelanger Hausarrest in Parndorf und die Arisierung des Besitzes. Dann folgte die Übersiedlung der Familie nach Wien, wo der Vater erneut von der Gestapo in Haft genommen wurde. 1939 konnte der Vater Josef Moser nach Budapest ausreisen, und wurde von den Ungarn interniert. Im Oktober 1940 konnte die Mutter mit Sohn Jonny und Tochter Herma nach Budapest ausreisen, wo die Familie in mehreren ungarischen Lagern lebte. Im Sommer 1944 wurde die Familie überraschend entlassen und in der schwedischen Gesandtschaft dem Diplomaten Raoul Wallenberg vorgestellt und mit schwedischen Schutzpässen versorgt und in geschützten Häusern untergebracht. Jonny Moser wurde als Mitarbeiter in das Hilfsteam um Raoul Wallenberg aufgenommen.
Nach dem Krieg studierte Jonny Moser an der Universität Wien Geschichte, promovierte später zum Dr. phil. mit einer Dissertation zum Thema „Antisemitismus in Österreich“. Er veröffentlichte Arbeiten zur nationalsozialistischen Judenverfolgung in Österreich. Jonny Moser war Mitgründer und ab 1964 Vorstandsmitglied im Dokumentationsarchiv des österreichischen Widerstandes. Moser war von 1964 bis 1996 Bezirksrat der SPÖ im 1. Wiener Gemeindebezirk. Er gehörte dem Bundesvorstand der Sozialdemokratischen FreiheitskämpferInnen sowie dem Verband Opfer des Faschismus und aktiver AntifaschistInnen an und fungierte als Kassier der Aktion gegen den Antisemitismus in Österreich. Seine Autobiografie „Wallenbergs Laufbursche. Jugenderinnerungen 1938-1945“ erschien 2006.

## Auszeichnungen
- 2011 Bundes-Ehrenzeichen der Republik Österreich gemeinsam mit den Freiheitskämpfern und Aktivistinnen Gertrude Spieß, Hugo Pepper und Peter Weidner[2]

## Publikationen
- Die Judenverfolgung in Österreich. 1938–1945. Monographien zur Zeitgeschichte, Europa-Verlag, Wien 1966.
- Alex Colman: Vierzig Jahre geschwiegen. Überarbeitung von Jonny Moser, Materialien zur Zeitgeschichte – Band 4, Geyer-Edition, Wien 1985.
- mit Wolfgang Neugebauer, Anton Steier: Auferstanden aus Ruinen. 40 Jahre SPÖ-Wien-Innere Stadt. 1945–1985. Sozialistische Partei Österreichs – Bezirksorganisation Innere Stadt, Wien 1988.
- Demographie der jüdischen Bevölkerung Österreichs 1938–1945. Dokumentationsarchiv des österreichischen Widerstandes, Wien 1999, ISBN 3-901142-42-8.
- Wallenbergs Laufbursche. Jugenderinnerungen 1938–1945. Autobiographie, Picus-Verlag, Wien 2006, ISBN 978-3-85452-615-5.
- Nisko. Die ersten Judendeportationen. Geschichte 1939, Joseph W. Moser und James R. Moser (Hrsg.), Ed. Steinbauer, Wien 2012.